# Antoni Niubò Xammar
Antoni Niubò Xammar (Castellnou de Seana cap a 1790 - Biosca, 1 de maig de 1837), conegut com el coronel Niubò, fou un militar català del bàndol lliberal a la Primera Guerra Carlina.
Va néixer el 1790 en una família de cavallers amb propietats a Castellnou de Seana i Bellestar. Va participar en la guerra del Francès, primer el 1808 com a sotstinent de miquelets i el 1811 com a capità. Va ser fet presoner el 1811 al setge de Tarragona però va tornar a participar en la guerra del 1812 al 1814. Després de la guerra va continuar la carrera militar mentre acumulava un patrimoni considerable.
Va participar en la primera carlinada al bàndol isabelí amb el grau de coronel i va arribar a tenir la comandància de la província de Lleida el 1837. Va participar en diferents accions que li van donar fama de temut i cruel, i de no haver perdut mai una batalla, excepte la darrera en que intentant socórrer Solsona fou derrotat pels carlins de Joan Castells i va perdre la vida.